# Gezende-Talsperre
Die Gezende-Talsperre (türkisch Gezende Barajı) befindet sich im Süden der Türkei in der Provinz Mersin am Ermenek Çayı, einem Nebenfluss des Göksu.
Die Kreisstadt Mut liegt 40 km nordöstlich der Talsperre.
Die Ermenek-Talsperre befindet sich etwa 25 km flussaufwärts.
Die Gezende-Talsperre wurde in den Jahren 1979–1990 errichtet.
Das Absperrbauwerk besteht aus einer 75 m hohen Bogenstaumauer aus Beton.
Der zugehörige 4 km² große Stausee besitzt ein Speichervolumen von 92 Mio. m³.
Das Wasserkraftwerk verfügt über drei 53 MW-Francis-Turbinen.
Das Regelarbeitsvermögen beträgt 528 GWh im Jahr.

Gezende-Stausee in der Nähe von Evsin, Blick nach Süden